# Schwerverkehrsabgabe (Schweiz)
Die Schwerverkehrsabgabe ist die in der Schweiz und Liechtenstein erhobene Maut für Schwere Motorwagen (Lastwagen etc.) über 3,5 Tonnen.
In der Schweiz wurde ab 1985 die Benutzung der Nationalstrassen (Autobahnen) abgabenpflichtig. Für Personenwagen wird seither die Autobahnvignette benötigt, für Fahrzeuge über 3,5 Tonnen wurde eine pauschale Schwerverkehrsabgabe eingeführt. Sie glich der Euro-Vignette, die danach in mehreren EU-Ländern, darunter Deutschland, eingeführt wurde.
Nach einem grundlegenden Volksentscheid von 1994 (Alpenschutz in der schweizerischen Verfassung, Artikel 84) wurde im September 1998 das Gesetz über eine leistungsabhängige Abgabe angenommen, aufgrund dessen anstelle der pauschalen Abgabe seit dem 1. Januar 2001 die LSVA (Leistungsabhängige Schwerverkehrsabgabe) erhoben wird. Im Gegensatz zur deutschen und österreichischen Maut wird die LSVA auf allen Strassen fällig, nicht nur auf den Autobahnen. Sie hat der Schweiz den Ruf eingebracht, auf dem Gebiet der Kostenwahrheit des Lastwagen-Verkehrs eine europäische Führungsrolle einzunehmen.

## Höhe der Abgabe
Die Höhe der LSVA ist für in- und ausländische Fahrzeuge gleich. Sie bemisst sich nach
- der Zahl der auf dem Gebiet der Schweiz zurückgelegten Kilometer
- dem zulässigen Gesamtgewicht des Fahrzeuges
- den Emissionen des Fahrzeuges (nach der Emissionsklassifikation der EU)

Die Gebühr wurde am 1. Januar 2001 mit einem Satz von 1.0 Eurocent pro Tonne und Kilometer (mittlere Emissionskategorie) eingeführt. Parallel dazu wurde die Gewichtslimite von 28 auf 34 Tonnen erhöht. Am 1. Januar 2005 wurde der Satz auf 1.6 ct/tkm und die Gewichtslimite auf 40 Tonnen erhöht.
Mit der Eröffnung des NEAT-Lötschberg-Basistunnels im Sommer 2007 war die Voraussetzung für eine weitere Erhöhung erfüllt, die zum 1. Januar 2008 erfolgte. Für die mittlere Schadstoffklasse beträgt sie damit umgerechnet rund 1.7 ct/tkm.
Zurzeit beträgt die Abgabe 3,26 Rappen pro Tonne und Kilometer für die Kategorien Euro 0-5. (Stand: 22. Mai 2025) Im Jahr 2013 betrug die Abgabe 2,28 Rappen pro Tonne und Kilometer.
Für die meistgenutzte Transitroute von der deutschen zur italienischen Grenze (rund 300 km) beträgt die LSVA seit 1. Januar 2008 320 Franken für einen 40-Tonnen-Lastwagen der mittleren Schadstoffkategorie, und 271 Franken (rund 170 EUR) für einen der niedrigsten Kategorie (EURO-3 oder besser).

## Verkehrspolitik

### Verlagerung auf die Schiene
Orientiert an einem 1994 per Volksentscheid eingeführten Verfassungsartikel (Alpeninitiative), strebt die Schweizer Verkehrspolitik eine Verlagerung des alpenquerenden Güterverkehrs auf die Schiene an. Der Lastwagen-Verkehr, der sich am Gotthard-Strassentunnel von 1981 bis 2001 vervierfacht hat, soll eingeschränkt werden. Die technischen Voraussetzungen dafür werden mit den Eisenbahn-Neubaustrecken am Lötschberg und Gotthard (NEAT) geschaffen. Die Überlegung, die Anzahl der Lastwagenfahrten zu begrenzen, wurde von der EU abgelehnt. Akzeptiert wurde seitens der EU eine Steuerung über den Preis für Transitfahrten in Form von Strassenverkehrsgebühren.
Allerdings bezieht sich das Ziel der Verkehrsverlagerung über alles gesehen nicht nur auf den alpenquerenden Verkehr, sondern ist ein flächendeckendes Ziel der gesamten Schweizer Verkehrspolitik, und die LSVA wird auch vom nicht alpenquerenden Schwerverkehr erhoben. Das Ziel per se ist älter als die Alpeninitiative und wurzelt in der Waldsterbens-Diskussion der 1980er Jahre.

### Kompromiss mit der EU
Bei den bilateralen Verhandlungen zwischen der Schweiz und der EU ab Mitte der 90er Jahre verlangte der EU-Ministerrat beim Themenbereich Landverkehr von der Schweizer Politik, die EU-Prinzipien eines freien, nicht diskriminierenden Warenverkehrs zu übernehmen, die in der Schweiz genauso gelten sollen wie im EU- und EWR-Wirtschaftsraum, falls die Schweiz auf anderen Gebieten gleichgestellt werden will. Dementsprechend verlangte die EU, dass die Schweiz 40 Tonnen schwere Lastwagen akzeptiere; die Schweizer Gewichtslimite lag jedoch landesweit bei 28 Tonnen. Die Fahrverbotsregelung, dass Lastwagen zwischen 22 Uhr und 5 Uhr morgens in der Schweiz nicht fahren dürfen, hatte die EU zu akzeptieren. Über die Transitfahrtenpreise wurde gefeilscht – die EU orientierte sich an 200 Franken für den Transit über die Brennerachse, die Schweizer rechneten anhand der Gebühren für den Mont-Blanc-Tunnel mit 600 Franken für ihre Alpentransitstrecke. Am Ende akzeptierte die EU Transitgebühren von 325 Franken bzw. 200 Euro für eine Nord-Süd-Passage eines 40-Tonnen-Lastwagens zwischen Basel und Chiasso. Vereinbart wurde, dass die Abgabe in dieser vollen Höhe erst ab der Eröffnung des Lötschberg-Basistunnels erhoben werden darf, weshalb vor 2008 geringere Abgaben berechnet wurden.

### Schweizer Gesetzesregelung
Die EU hätte akzeptiert, dass 50 Franken für den Alpentransit und der Rest für die übrige Strecke berechnet wird, doch wollte die Schweiz aus innenpolitischen Gründen die Fahrten in den Kanton Tessin (durch den Gotthardtunnel) nicht teurer machen als eine gleich lange Fahrt in andere Landesteile. Da der Transitverkehr nicht diskriminiert werden darf, bedeutete dieses Abkommen, dass auch für eine 300-km-Fahrt von Genf nach Winterthur mit dem 40-Tonner, der ab 2005 zugelassen wurde, eine Abgabe in derselben Höhe verlangt wird. Die Aussicht, dass mit 40-Tonnern anstelle von 28-Tonnern sowie durch die Vermeidung von Leerfahrten wegen der LSVA die Verkehrsbelastung abnehmen könnte, bewirkte die Gesetzesannahme durch die Stimmbürger.

### Ausblick
Da nach den vorliegenden Prognosen eine weitere Verteuerung des Strassentransports nötig erscheint, um einen selbsttragenden Betrieb der NEAT zu ermöglichen, strebte der Bund zwischen 2004 und 2013 zusätzlich zur LSVA die Einführung einer Alpentransitbörse an.
Eine am 16. Dezember 2020 von Hans Wicki (FDP) eingereichte Motion fordert auch eine Abgabe für Lieferwagen (unter 3,5 Tonnen). Die Motion wurde am 16. März 2021 vom Ständerat angenommen, am 30. September 2021 aber vom Nationalrat abgelehnt.

## Verwendung der Einnahmen
Die LSVA bringt Einnahmen von 1,5 Milliarden Franken jährlich (ab 2009). Zwei Drittel davon gehen an den Bund, der dieses Geld vor allem zur Finanzierung von Eisenbahngrossprojekten im ÖV (FinöV) verwenden soll (z. B. Bahn 2000, Neue Eisenbahn Alpentransversalen (NEAT), Anschluss ans europäische Hochgeschwindigkeitsnetz, Lärmsanierung der Eisenbahnen). Das restliche Drittel bekommen die Kantone, die diese Einnahmen für Bau und Unterhalt von Strassen einsetzen sollen.

## Technik
Die Maut gilt für inländische wie ausländische Fahrzeuge des Warentransportes auf dem kompletten öffentlichen Strassennetz und wird elektronisch erhoben.
Entwickler und Lieferant des dafür eingesetzten Gebührenerfassungsgerätes Tripon war die Fela Management AG aus Diessenhofen. Auftraggeber war die Eidgenössische Zollverwaltung (EZVA).

Stationäre LSVA-Kontrollanlage auf der Autobahn A4 bei Cham

Da die LSVA auf allen Strassen fällig ist, nicht nur auf den Autobahnen, wurde die technische Umsetzung erheblich erleichtert. Das Tripon-System muss dabei nämlich nur feststellen, welche Entfernungen innerhalb eines mautpflichtigen Gebietes zurückgelegt wurden, und nicht, wie beim deutschen System, welche Strassentypen dabei benutzt wurden. Es ist jedoch so ausgerüstet, dass Alpentransitfahrten erkannt und im Gerät gespeichert werden können. Die Entfernungen werden technisch sehr einfach durch eine Auslesung und Speicherung der Tachodaten ermittelt. In der Tripon-OBU (On-Board-Unit) ist dennoch zusätzlich ein GPS-Modul eingebaut. Dieses dient zur parallelen Erfassung von Entfernungsdaten und liefert zusammen mit weiteren Sensoren Daten, welche für die Kontrolle der durch den Tacho und die DSRC-Funkbaken (Mikrowellen-Antennen) an den Grenzstationen ermittelten Werte verwendet werden. Damit können Manipulationen der erfassten Daten auf verschiedenen Ebenen zuverlässig verhindert werden. Tripon war das weltweit erste Erfassunggerät, welches GPS im Bereich der Gebührenerhebung einsetzte. Die Einführung verlief laut Bundesamt für Raumentwicklung problemlos.
Nach einer im Jahr 2005 gestarteten Ausschreibung ging ein Auftrag für neue Software und Geräte an die Siemens Schweiz AG. Die 70'000 neuen On-Board-Unit-2-Geräte, die für eine Lebensdauer von 13 Jahren ausgelegt sind, sollen ab 2009, über eine Frist von zwei Jahren verteilt, anstelle der Tripon-Geräte in die Lastwagen eingebaut werden. Hergestellt werden die Geräte von VDO Automotive, einem Unternehmen, welches 2007 von der Siemens AG an die Continental AG verkauft wurde.
Seit 2021 ist die Schweiz an den europaweit kompatiblen elektronischen Mautdienst der EU (European Electronic Toll Service, EETS) angeschlossen.
Das bestehende LSVA-Erfassungssystems für inländische Fahrzeuge (emotach) wird voraussichtlich auf Anfang 2024 durch das EETS-System abgelöst.